# Restio paludosus
Restio paludosus är en gräsväxtart som beskrevs av Neville Stuart Pillans. Restio paludosus ingår i släktet Restio och familjen Restionaceae. Inga underarter finns listade i Catalogue of Life.